# Misery
Misery là một thị trấn ở tỉnh Somme trong vùng Hauts-de-France, Pháp.

## Địa lý
Thị trấn này tọa lạc trên đường D35e, khoảng 30 dặm Anh về phía đông của Amiens.

## Dân số
| 1962                                                         | 1968 | 1975 | 1982 | 1990 | 1999 | 2004 |
| ------------------------------------------------------------ | ---- | ---- | ---- | ---- | ---- | ---- |
| 67                                                           | 104  | 86   | 94   | 124  | 103  | 126  |
| Số liệu điều tra dân số từ năm 1962, dân số không tính trùng |      |      |      |      |      |      |